# Eli Crane
Elijah James Crane (Tucson, 3 gennaio 1980) è un politico statunitense, membro della Camera dei Rappresentanti per lo stato dell'Arizona dal 2023.

## Biografia
Nato a Tucson, in Arizona, è cresciuto a Yuma.
Si è arruolato nella US Navy nel 2001 e vi è rimasto fino al 2014, ha servito come Navy SEALs. Dopo il congedo ha aperto un'attività di imprenditore.
Candidatosi alle elezioni del 2022 ha ottenuto il supporto dell'ex-presidente Trump ed ha vinto le elezioni generali con oltre il 53,8% dei consensi.
Sin dal suo insediamento si è schierato come un politico fortemente conservatore, provando a far ritirare il leader del proprio partito, più moderato, dalla corsa per la carica di Speaker.